# Gilbert Isabella
Gilberto Prisco (Gilbert) Isabella (Willemstad (Curaçao), 18 januari 1961) is een Nederlands voormalig politiek bestuurder. Hij was van 2019 tot 2025 burgemeester van Houten. Eerder was hij rijksvertegenwoordiger voor de openbare lichamen Bonaire, Sint Eustatius en Saba en wethouder in Utrecht. Isabella is lid van de Partij van de Arbeid.

## Loopbaan
Isabella werd geboren op Curaçao uit een Curaçaose vader en Nederlandse moeder. Toen hij drie was verhuisde het gezin naar Nederland. Isabella deed de HBO-opleiding maatschappelijk werk en behaalde een propedeuse pedagogiek aan de Universiteit Utrecht. Hij was werkzaam bij verschillende (semi-)overheidsinstellingen. In 2019 volgde hij een opleiding Governance voor commissarissen en bestuurders bij Wagner & Company.
Isabella zat vijf jaar in de gemeenteraad van Utrecht voor hij daar wethouder ruimtelijke ordening werd. Nadat hij in 2014 wederom kort gemeenteraadslid was, werd hij met ingang van 1 september 2014 benoemd tot rijksvertegenwoordiger voor de openbare lichamen Bonaire, Sint Eustatius en Saba, als opvolger voor de afgetreden Wilbert Stolte.
Naar aanleiding van de benoeming stelden de PVV-Kamerleden Geert Wilders en Sietse Fritsma vragen aan verantwoordelijk minister Ronald Plasterk omdat Isabella als wethouder mogelijk bewust een rapport over de wenselijkheid van de bouw van een theater in Leidsche Rijn had achtergehouden voor de gemeenteraad. De aantijgingen werden door hem ontkend, en Plasterk gaf in de beantwoording van de vragen aan dat Isabella zijn nieuwe functie uitstekend kan vervullen. De eilandsraad van Sint Eustatius nam vervolgens unaniem een motie tegen de benoeming aan. Bij het aantreden van Isabella werd door Plasterk beloofd dat de benoeming voor drie jaar in plaats van de gebruikelijke zes jaar zou zijn. In augustus 2017 maakte Plasterk op aandringen van de Tweede Kamer bekend dat Isabella zijn functie per 1 januari 2018 neerlegt.
Isabella keerde terug naar Nederland en werd in augustus 2018 eigenaar van een organisatieadviesbureau. Vanaf 3 juli 2019 was hij burgemeester van Houten.
In september 2024 maakte Isabella bekend zich niet opnieuw beschikbaar te stellen als burgemeester van Houten na het aflopen van de termijn in juli 2025. Tijdens een extra gemeenteraadsvergadering op 11 maart 2025 gaf hij aan per direct te stoppen als burgemeester na de publicatie van een integriteitsonderzoek waarin hij en twee wethouders beschuldigd werden van grensoverschrijdend gedrag.

## Nevenfuncties
Op 25 juni 2022 werd hij benoemd tot voorzitter van de Fietsersbond. Ook is Isabella voorzitter van de educatieve stichting WeConnect en van theatergroep DOX. Uit hoofde van het burgemeesterschap van Houten was hij onder meer lid van het algemeen bestuur van de Veiligheidsregio Utrecht.

## Privéleven
Isabella heeft een partner. Hij heeft de auto-immuunziekte alopecia areata en scheert daarom zijn hoofdhaar sinds 2020 af.